# Humppakalmisto
Humppakalmisto ist das 17. Album der finnischen Band Eläkeläiset und erschien am 15. November 2013 zum 20-jährigen Jubiläum beim Label Nordic Notes. Das Album wurde im Digipak, als Download und als Schallplatte veröffentlicht, letztere enthält einen Bonustrack.

## Musikstil
Im Gegensatz zu den vorherigen Alben, in denen vorwiegend Titel aus der Rock- und Popgeschichte der letzten 30 Jahre gecovert wurden, wurde dieses Mal auf Volksweisen, Klassiker der Blues-Geschichte und Titel aus den Anfängen der Pop-Musik zurückgegriffen. Die Originale sind 50 Jahre und älter. Dies wird auch durch die Übersetzung des Albumtitels deutlich, der so viel bedeutet wie Humppa-Friedhof.
Zu den gecoverten Titel gehören unter anderem Waltzing Matilda, Guantanamera, La Bamba, Swing Low Sweet Chariot und ’O sole mio. Wie bei Eläkeläiset üblich erhielten die Songs einen neuen finnischen Text.

## Titelliste
| Nummer | Titel                   | Original                        | Originalinterpret | Zeit |
| ------ | ----------------------- | ------------------------------- | ----------------- | ---- |
| 1.     | Humppaa veressä         | Swing Low Sweet Chariot         | traditional       | 2:12 |
| 2.     | Aimolle heila           | Guantanamera                    | traditional       | 2:24 |
| 3.     | Humppavammanen          | The Wanderer                    | Dion DiMucci      | 1:21 |
| 4.     | Pultsariano Humpparotti | ’O sole mio                     | Eduardo Di Capua  | 2:02 |
| 5.     | Vanhan ukon humppa      | Roll and Tumble Blues           | traditional       | 2:35 |
| 6.     | Humppalähetystö         | When Johnny Comes Marching Home | traditional       | 1:27 |
| 7.     | Humppakerjäläinen       | Wayfaring Stranger              | traditional       | 3:10 |
| 8.     | Humppaan pellolla       | Cotton Fields                   | Leadbelly         | 2:10 |
| 9.     | Mahtavat ilkamat        | Waltzing Matilda                | traditional       | 2:34 |
| 10.    | Humppaa ja jenkkaa      | Young Man Blues                 | Mose Allison      | 1:40 |
| 11.    | Humppapullon henki      | Totuuden henki                  | traditional       | 1:02 |
| 12.    | Rattoisa humppa         | El cóndor pasa                  | traditional       | 3:28 |
| 13.    | Mummo elä mee           | Black Betty                     | Leadbelly         | 1:40 |
| 14.    | Hanuria hellästi        | Aura Lea                        | George R. Poulton | 2:07 |
| 15.    | Sieluni huutaa humppaa  | Loch Lomond                     | traditional       | 1:25 |
| 16.    | Humppakunto             | Baby, Please Don’t Go           | Big Joe Williams  | 1:25 |
| 17.    | Humppariivaaja          | La Bamba                        | traditional       | 2:59 |
| 18.    | Humppatuuri             | Bonustrack                      | (nur auf LP)      |      |